# Dala kyrkplats

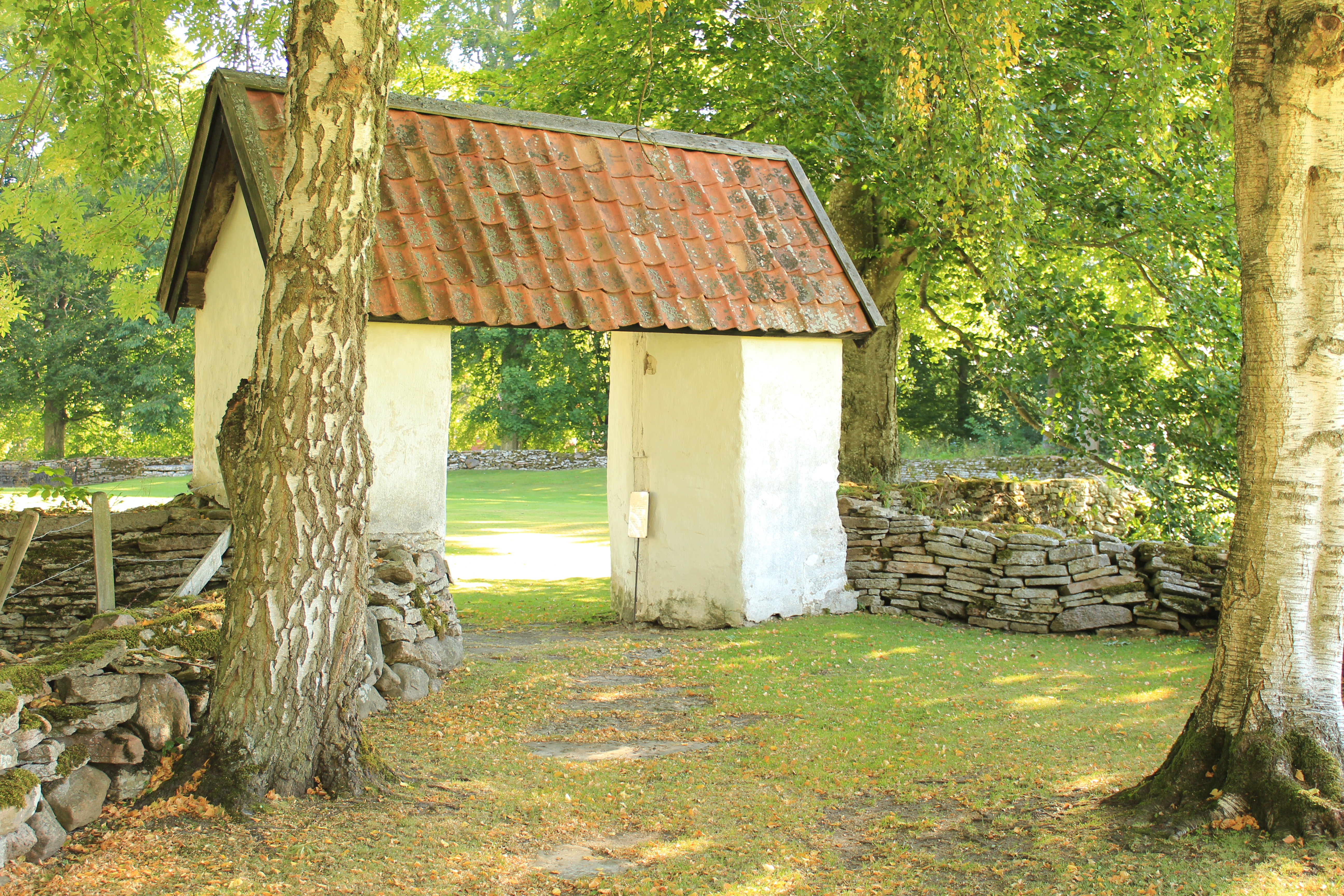
Stigluckan till den gamla kyrkplatsen.

Dala kyrkplats är vad som finns kvar av Dala medeltida kyrka i Dala socken. Kyrkan låg i det som utgjorde Dala kyrkby och vars huvudgård var Stora Dala säteri. Dala säteri var en befäst byggnad i en av de största kyrkbyarna i det medeltida Västergötland. Medeltidskyrkan revs åren 1877–1878 men dokumenterades 1877 av Gustaf von Essen från Vitterhetsakademien. Kyrkan var byggd av kalksten och även tornet uppges ha varit från äldre medeltid. Medlemmar av släkten Ribbing begravdes i kyrkan, som låg vid säteriet, som de genom arv var ägare till under en tid på 1600-talet. Porträttgravstenen finns kvar. Vid platsen för den tidigare kyrkan finns idag, 2023, ett modernt minneskapell/gravkor. Dala medeltida kyrka hade målningar av mäster Amund. Dopfunt och nattvardsutensilier finns i Dala nya kyrka som ligger på en höjd strax intill.

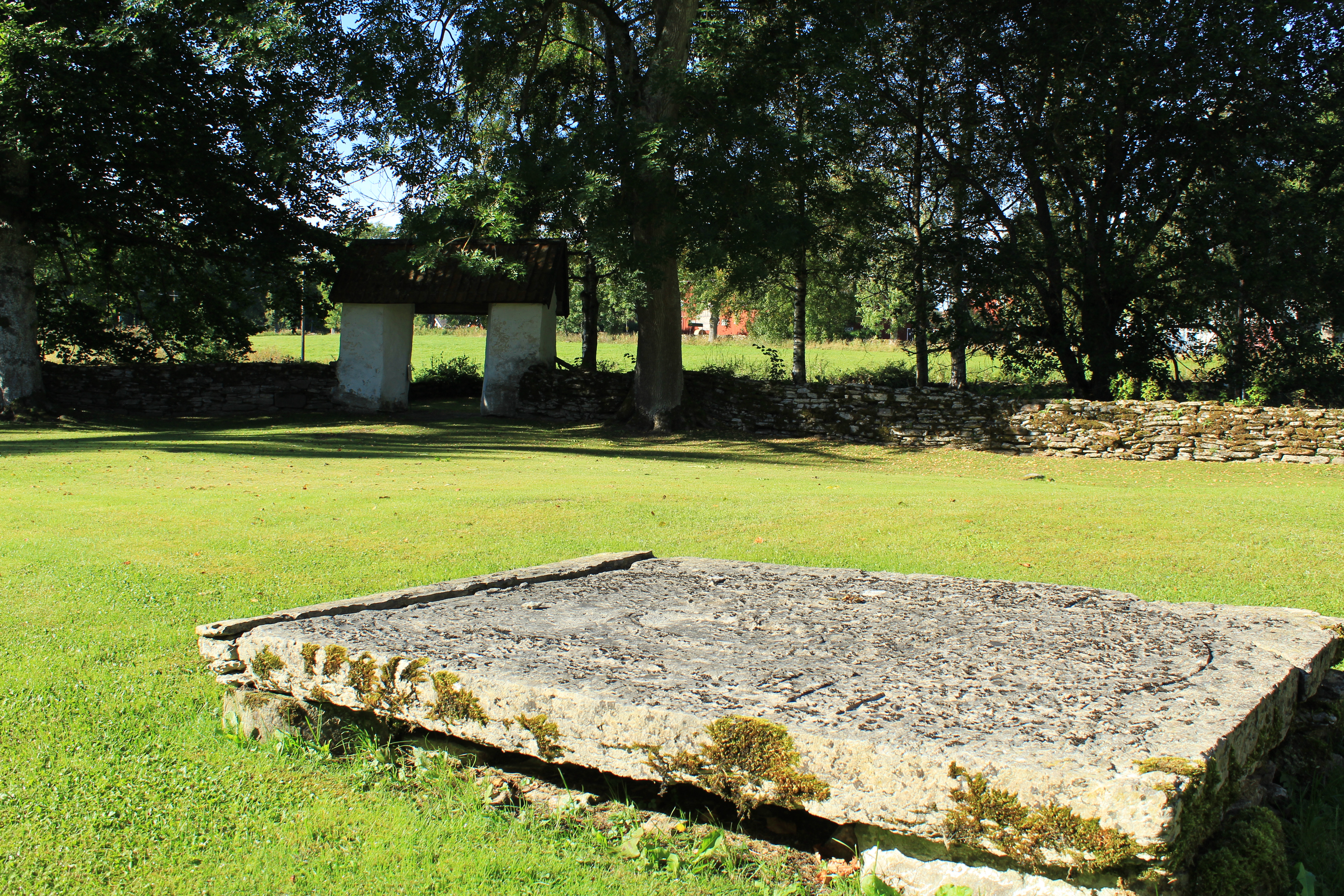
Några få gravstenar finns kvar.
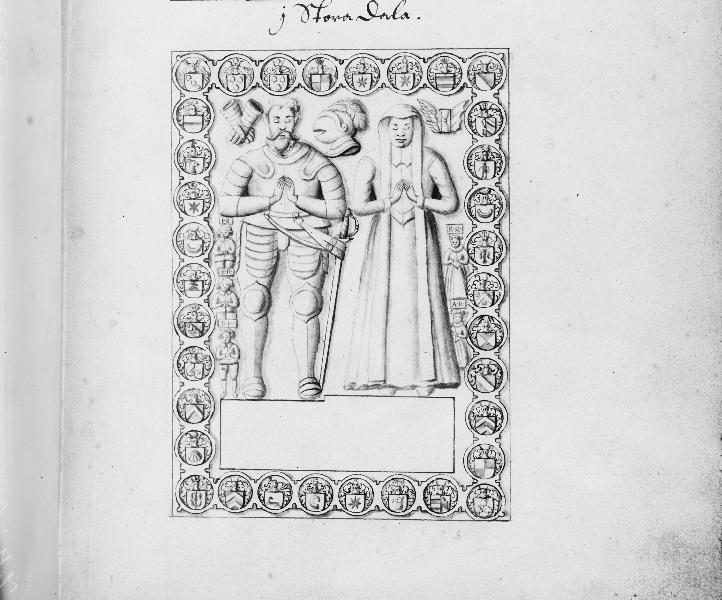
Porträttgravsten från 1600-talet.
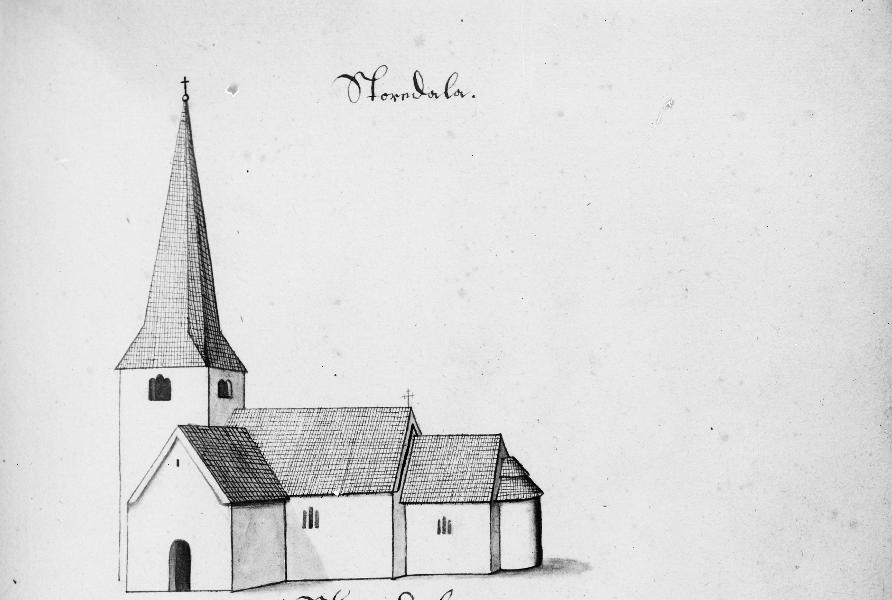
Kyrkan i Peringskiölds monumenta, cirka 1670.
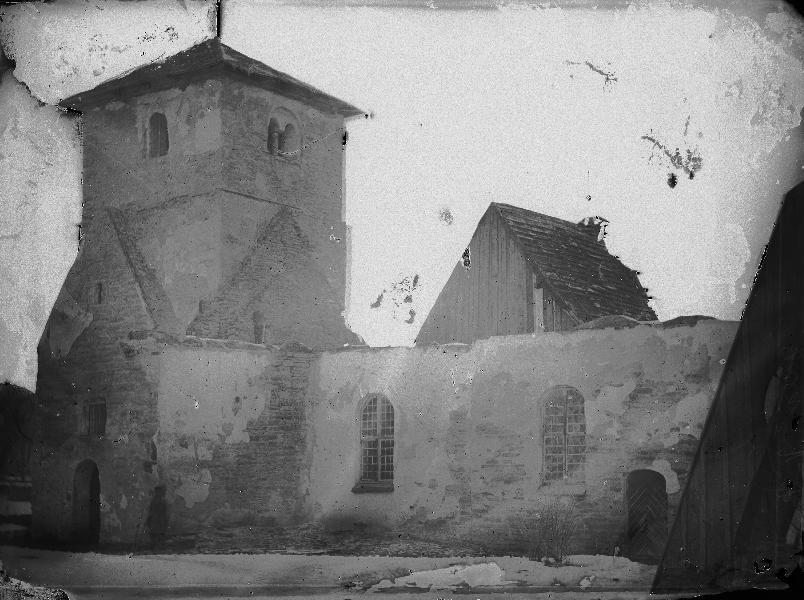
Kyrkan som ruin.